# B
B (wymowa: be, minuskuła: b) – druga litera alfabetu łacińskiego, trzecia litera alfabetu polskiego. Oznacza w danym języku zwykle spółgłoskę zwartą dwuwargową dźwięczną, np. [b].

## Historia
| Hieroglif egipski | Protosynajski bet | Fenicki bet | Grecka beta | Etruska litera B | Łacińska litera B |
| ----------------- | ----------------- | ----------- | ----------- | ---------------- | ----------------- |
|                   |                   |             |             |                  |                   |

## Inne reprezentacje
| Sygnalizacja                            | Sygnalizacja       | Sygnalizacja | Język migowy | Język migowy | Język migowy | Alfabet Braille’a |
| flaga Międzynarodowego Kodu Sygnałowego | Alfabet semaforowy | Kod Morse’a  | francuski    | kanadyjski   | polski       | Alfabet Braille’a |
| --------------------------------------- | ------------------ | ------------ | ------------ | ------------ | ------------ | ----------------- |
|                                         |                    | Bⓘ           |              |              | i            |                   |

## Grafemy i symbole oparte na B
| Niektóre litery diakrytyzowane i ligatury | Niektóre litery diakrytyzowane i ligatury | Niektóre litery diakrytyzowane i ligatury | Niektóre litery diakrytyzowane i ligatury | Niektóre litery diakrytyzowane i ligatury | Niektóre litery diakrytyzowane i ligatury | Niektóre litery diakrytyzowane i ligatury | Niektóre litery diakrytyzowane i ligatury | Niektóre litery diakrytyzowane i ligatury | Niektóre litery diakrytyzowane i ligatury |
| ----------------------------------------- | ----------------------------------------- | ----------------------------------------- | ----------------------------------------- | ----------------------------------------- | ----------------------------------------- | ----------------------------------------- | ----------------------------------------- | ----------------------------------------- | ----------------------------------------- |
| B́ b́                                       | B̀ b̀                                       | Ɓ ɓ                                       | B̄ b̄                                       | Ḃ ḃ                                       | Ƃ ƃ                                       | B̈ b̈                                       | B̃ b̃                                       | B̓ b̓                                       | Ƀ ƀ                                       |
| Ꞗ ꞗ                                       | B̯ b̯                                       | Ḇ ḇ                                       | Ḅ ḅ                                       | B̤ b̤                                       | Ꞵ ꞵ                                       |                                           |                                           |                                           |                                           |
| Znaki alfabetów fonetycznych              |                                           |                                           |                                           |                                           |                                           |                                           |                                           |                                           |                                           |
| b                                         | ᶀ                                         | ɓ                                         | ᵬ                                         | ʙ                                         | β                                         |                                           |                                           |                                           |                                           |
| Symbole i skróty                          |                                           |                                           |                                           |                                           |                                           |                                           |                                           |                                           |                                           |
| ฿                                         | ₿                                         | ♭                                         |                                           |                                           |                                           |                                           |                                           |                                           |                                           |

## Kodowanie
| Znak                   | B                      | B                      | b                    | b                    |
| ---------------------- | ---------------------- | ---------------------- | -------------------- | -------------------- |
| Nazwa w Unikodzie      | Latin Capital Letter B | Latin Capital Letter B | Latin Small Letter B | Latin Small Letter B |
| Kodowanie              | dziesiątkowo           | szesnastkowo           | dziesiątkowo         | szesnastkowo         |
| Unicode                | 66                     | U+0042                 | 98                   | U+0062               |
| UTF-8                  | 66                     | 42                     | 98                   | 62                   |
| Odwołania znakowe SGML | &#66;                  | &#x0042;               | &#98;                | &#x0062;             |
| ASCII1                 | 66                     | 42                     | 98                   | 62                   |
| EBCDIC                 | 194                    | C2                     | 130                  | 82                   |

1 W tym pochodne ASCII, takie jak DOS, Windows, ISO-8859 i Macintosh